# Scolopocryptops nigrimaculatus
Scolopocryptops nigrimaculatus är en mångfotingart som beskrevs av Song, Song och Zhu 2004. Scolopocryptops nigrimaculatus ingår i släktet Scolopocryptops och familjen Scolopocryptopidae. Inga underarter finns listade i Catalogue of Life.